# Marilena Samperi
Marilena Samperi (Caltagirone, 4 febbraio 1947) è una politica italiana.
Avvocata patrocinante in Cassazione, è un'esponente del Partito Democratico.

## Biografia
Dal 1993 al 2002 è stata Sindaco di Caltagirone per due mandati e membro del Direttivo Nazionale dell'ANCI.
Uno dei risultati più importanti durante la carica di sindaco è stato realizzato con la nascita dell'Agenzia di Sviluppo Integrato di Caltagirone, di cui è stata presidente dal 1998 al 2007.
A Caltagirone è stata anche consigliere comunale e capogruppo dei Ds fino al 16 febbraio 2006, quando si è dimessa per candidarsi alle elezioni politiche del 2006, dove viene eletta alla Camera dei deputati nella lista dell'Ulivo nella Circoscrizione Sicilia 2. Durante la XV legislatura è stata Presidente del Consiglio di giurisdizione.
Alle elezioni politiche del 2008 viene rieletta alla Camera nella lista del Partito Democratico nella Circoscrizione Sicilia 2 e diventa Segretario della Giunta per le autorizzazioni, componente del Comitato parlamentare per i procedimenti di accusa e della Commissione Giustizia.